# Ali Ashfaq
Ali Ashfaq (Diveí: އަލީ އަޝްފާގު; Malé, 6 de setembro de 1985) é um futebolista maldívio que atua como atacante. Atualmente joga pelo Maziya S&R, sendo o mais conhecido jogador de futebol de seu país e um dos mais famosos do sul da Ásia, juntamente com o indiano Baichung Bhutia.

## Carreira em clubes
Conhecido por Dhagandey, Ashfaq iniciou a carreira em 2001, no Club Valencia, marcando 104 gols em 109 jogos. Jogou por 2 anos pelo New Radiant, atuando em 59 partidas e balançando as redes em 30 oportunidades, voltando ao clube em 2012 (na segunda passagem, foram 51 jogos e 66 gols marcados). Passou ainda por DPMM, VB Sports, Polis Di-Raja (PDRM FA) e Maziya S&R, onde chegou em 2016.
Ele chegou a ser sondado por clubes da Europa, como Porto e Benfica (Portugal), além do Bursaspor (Turquia), e também de clubes asiáticos, porém rejeitou todas as propostas.

## Seleção
Com 52 gols em 77 partidas disputadas, Ashfaq é o maior artilheiro da Seleção das Ilhas Maldivas, pela qual fez sua estreia em 2003, aos 17 anos.